# Richard Tonks
Richard William Tonks, MNZM (* 21. Februar 1951 in Wanganui) ist ein ehemaliger neuseeländischer Ruderer und Rudertrainer.

## Karriere

### Ruderer
Richard Tonks begann im Alter von 13 Jahren am Wanganui Boys' College mit dem Rudern begann. Großen Einfluss daran hatte auch sein Vater Alan, der selbst Rudertrainer war und ihn später trainierte. 1971 konnte Tonks sich erstmals einen Platz in der Nationalmannschaft sichern.
Bei den Olympischen Sommerspielen 1972 startete Tonks in der Vierer mit Steuerman-Regatta. Zusammen mit Ross Collinge, Dudley Storey und Noel Mills gewann er die Silbermedaille.

### Trainer
1989 wurde Tonks Trainer des Frauen-Vierers vom Union Club in Wanganui. Später wurde Florence Matthews, eines der vier Crewmitglied, seine Frau in zweiter Ehe. 1994 wurde Tonks Trainer von Philippa Baker und Brenda Lawson. Das Duo gewann im Doppelzweier bei den Weltmeisterschaften 1995 Bronze und erreichte bei den Olympischen Spielen in Barcelona den vierten Platz. Danach arbeitete Tonks als Trainer von Rob Waddell, der 1998 und 1999 Weltmeister im Einer wurde und bei den Olympischen Spielen 2000 in Sydney sich die Goldmedaille sicherte. Bis zu diesem Zeitpunkt war für Tonks das Trainieren von Ruderern mehr ein Hobby und er arbeitete zudem oft in Vollzeit. Als neuseeländische Rudertrainer war Tonks bei den Olympischen Sommerspielen von 1996 bis 2012 tätig. Im Dezember 2015 kündigte der Neuseeländische Ruderverband jedoch das Arbeitsverhältnis da Tonks angeblich, ohne Erlaubnis seitens des Verbandes, chinesische Spitzen-Ruderer trainiert haben soll.
Aktuell ist Tonks als Trainer für die kanadische Nationalmannschaft zuständig und bereitet diese auf die  Olympischen Spiele in Tokio vor.

## Auszeichnungen
Richard Tonks wurde fünfmal als „Trainer des Jahres“ mit dem Halberg Awards ausgezeichnet. Seit seiner Gründung im Jahr 2002 wurde er bei den World Rowing Awards dreimal (2005, 2010 und 2012) als „Weltrudertrainer des Jahres“ ausgezeichnet. Damit ist Tonks derzeit die einzige Person, die die Auszeichnung mehr als einmal gewonnen hat. 2003 wurde Tonks zum Member of the New Zealand Order of Merit ernannt.